# Rothenbrunnen
Rothenbrunnen (toponimo tedesco; in romancio Giuvaulta) è un comune svizzero di 293 abitanti del Canton Grigioni, nella regione Viamala.

## Geografia fisica
Rothenbrunnen è situato nella valle Domigliasca (toponimo italiano; in tedesco Domleschg, in romancio Tumleastga),  alla destra del Reno Posteriore.

## Storia

### Simboli
Lo stemma riprende il significato del nome Rothenbrunnen: "fontana rossa".

## Monumenti e luoghi d'interesse
- Chiesa riformata, eretta nel 1741[3];
- Rovine della fortezza di Hochjuvalt, costruita nel XII secolo[3][5];
- Rovine della fortezza di Innerjuvalt, costruita nel XIII secolo[3][5];
- Castello di Ortenstein[senza fonte].

## Società

### Evoluzione demografica
L'evoluzione demografica è riportata nella seguente tabella:
Abitanti censiti

### Lingue e dialetti
Già paese di lingua romancia, Rothenbrunnen si è progressivamente germanizzato: nel 2000 parlava romancio l'8% della popolazione.

## Infrastrutture e trasporti

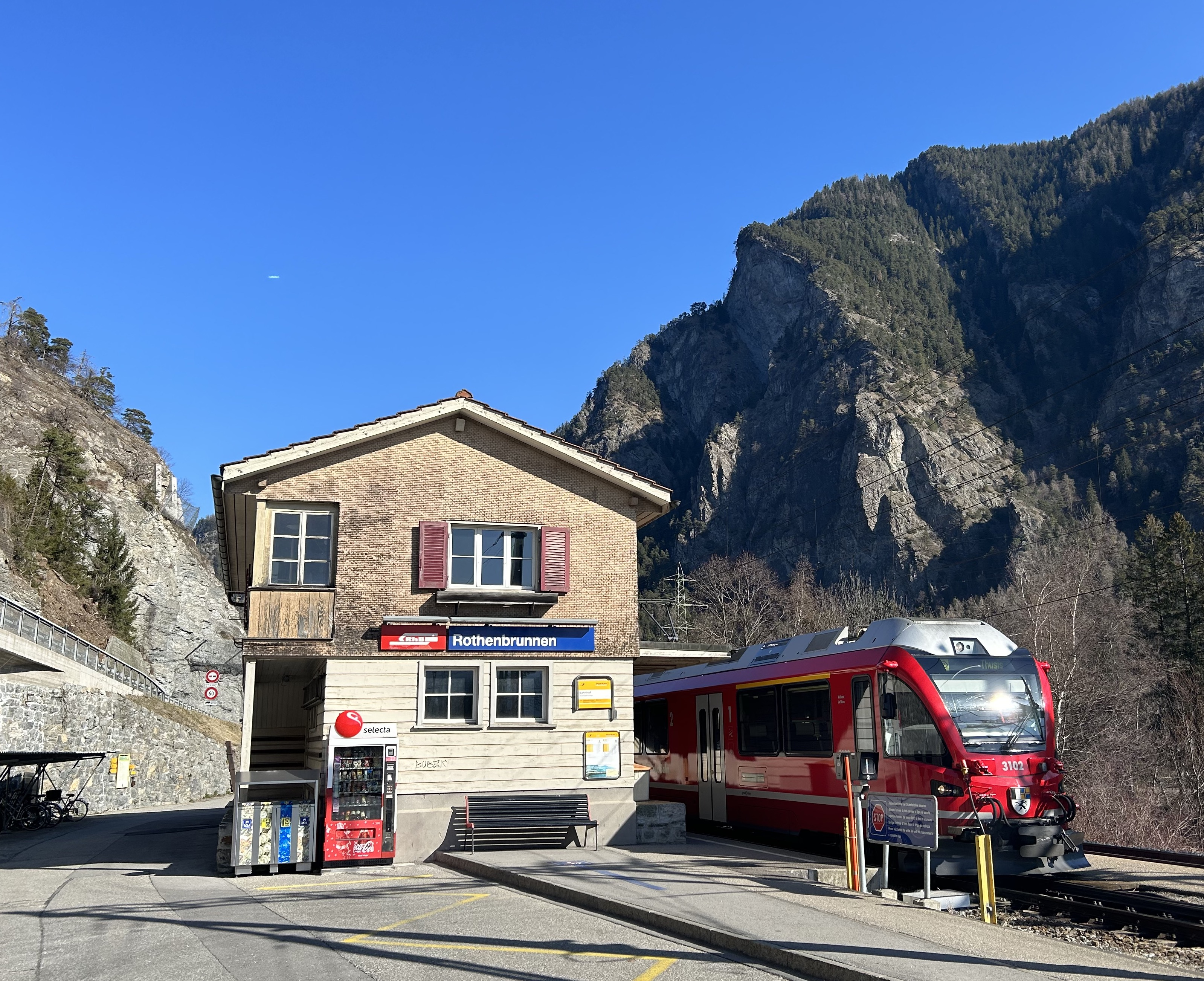
La stazione di Rothenbrunnen

Rothenbrunnen è servito dalla stazione ferroviaria omonima della Ferrovia Retica (linea Landquart-Coira-Thusis) e dall'uscita autostradale omonima sull'autostrada A13/E43; dista 18 km da Coira.